# Tetrathemis flavescens
Tetrathemis flavescens – gatunek ważki z rodziny ważkowatych (Libellulidae).